# Subtopia

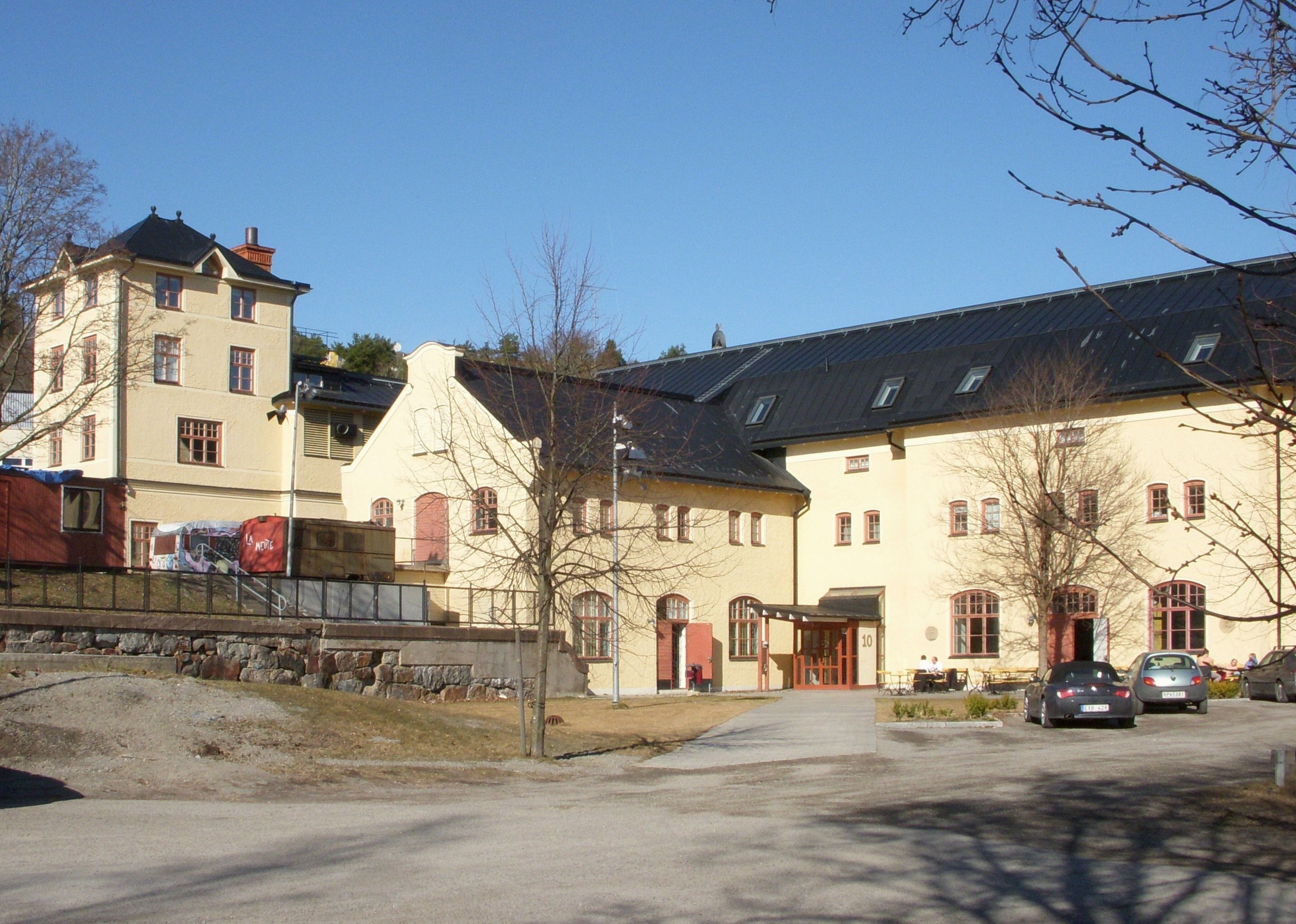
L.M. Erikssons tidigare ladugårdskomplex, idag plats för Subtopia, mars 2012.

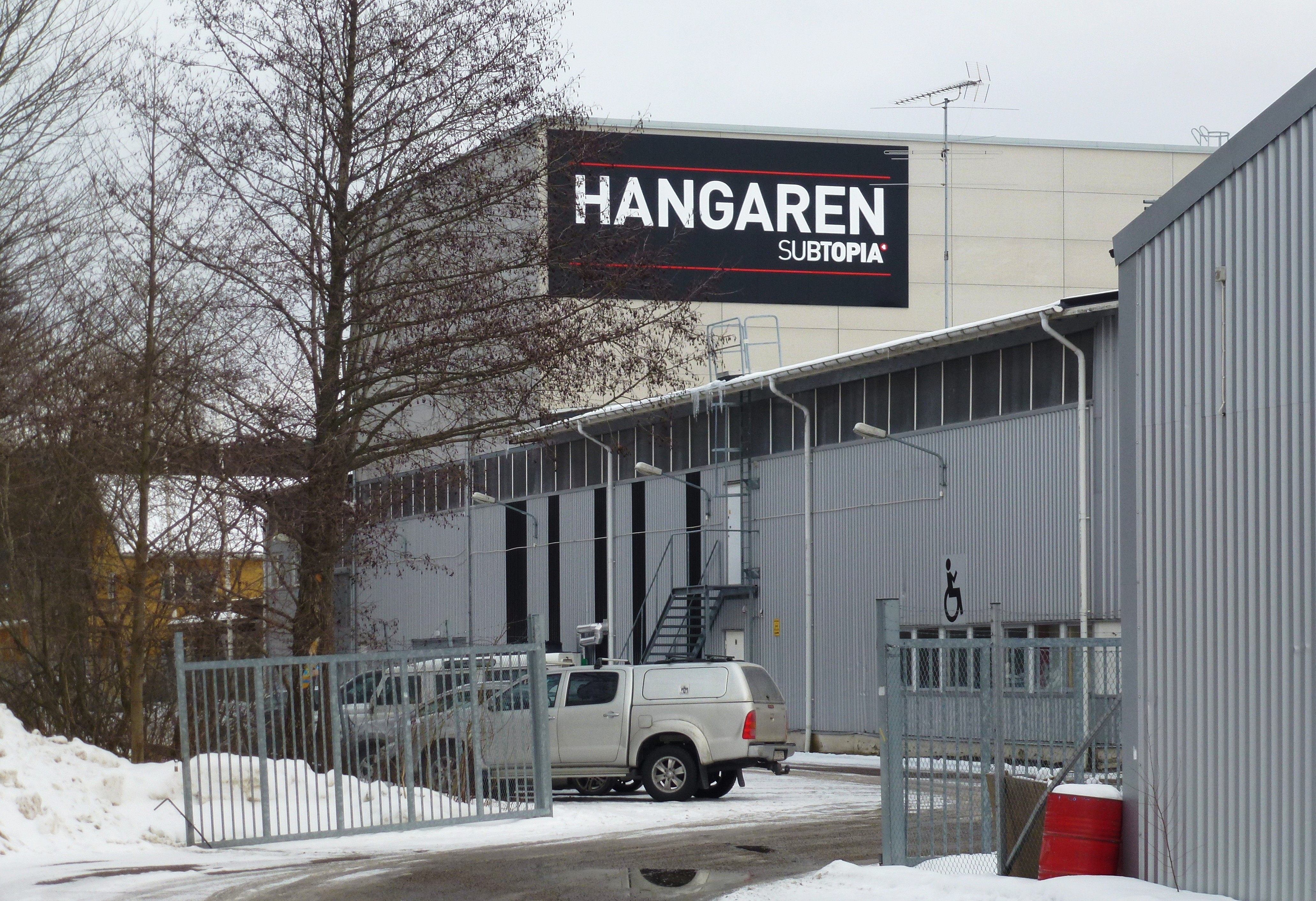
Hangaren, februari 2013.

Subtopia, tidigare Kulturhuset Rotemannen,  är en produktionsplats för kultur i Alby i Botkyrka kommun. Subtopia ingår i det kommunala bolaget Upplev Botkyrka AB och har ett kommunalt uppdrag att utveckla och stödja kulturbranschen och verka som möjliggörare för Botkyrkas invånare och andra som vill utveckla kreativa idéer. Här finns repetitionslokaler, studior, arrangemangslokaler, möteslokaler, verkstäder, ateljéer med mera.
Subtopia driver kulturinkubatorn Katapult som syftar till att stödja kulturföretagare, har sedan många år ett omfattande stödjande arbete för cirkusbranschen, driven den kreativa ungdomsverksamheten Do It Together, driftar ett utomhusgalleri för urban konst och hyr ut lokaler för såväl kulturproduktion som upplevelser.

## Historik
År 2002 öppnade Botkyrka kommun det som då hette Kulturhuset Rotemannen. 2005 bytte man namn till Subtopia och det bildades ett kommunalt aktiebolag, Upplev Botkyrka AB. Det bolaget bestod av tre delar: Subtopia, Lida friluftsgård och folkparken i Hågelby. Idag är Hågelby inte längre en del av bolaget.
Området som idag är Subtopia byggdes redan i början av 1900-talet av telefonmagnaten Lars Magnus Ericsson som en experimentladugård till Alby gård. Den var för sin tid en mycket modern ladugård, byggd i betong och naturligtvis med telefon. Här experimenterade Ericsson bland annat med hur man kunde få kor att mjölka jämnt under hela året.
Efter Ericssons tid fanns här under en tid olika småindustrier men därefter var området öde och husen förföll. Botkyrka kommun förvärvade hela området 1947 och rustade sedan upp husen. I området byggdes även 2001 Skandinaviens största cirkushall där Cirkus Cirkör sedan dess haft sitt hem.
Sedan september 2010 förvaltar Subtopia även Hangaren som förvärvades av Botkyrka kommun och byggdes om från virkeslager till cirkusscen/multiarena. Fastigheten invigdes med Subtopiafestivalen 2 september 2010 och är den första scen, anpassad för cirkus, som har byggts i Stockholms län sedan Cirkus på Djurgården byggdes 1892.